# 陽樂縣
陽樂县，為秦朝至晉朝時期縣名。
於秦始皇二十二年置，為遼西郡郡治，其址在今遼寧省義縣西南劉龍台附近的“古城子溝”，其西一百里處為朝陽市區。